# Friedrich Wilhelm Riemer
Pour les articles homonymes, voir Riemer.

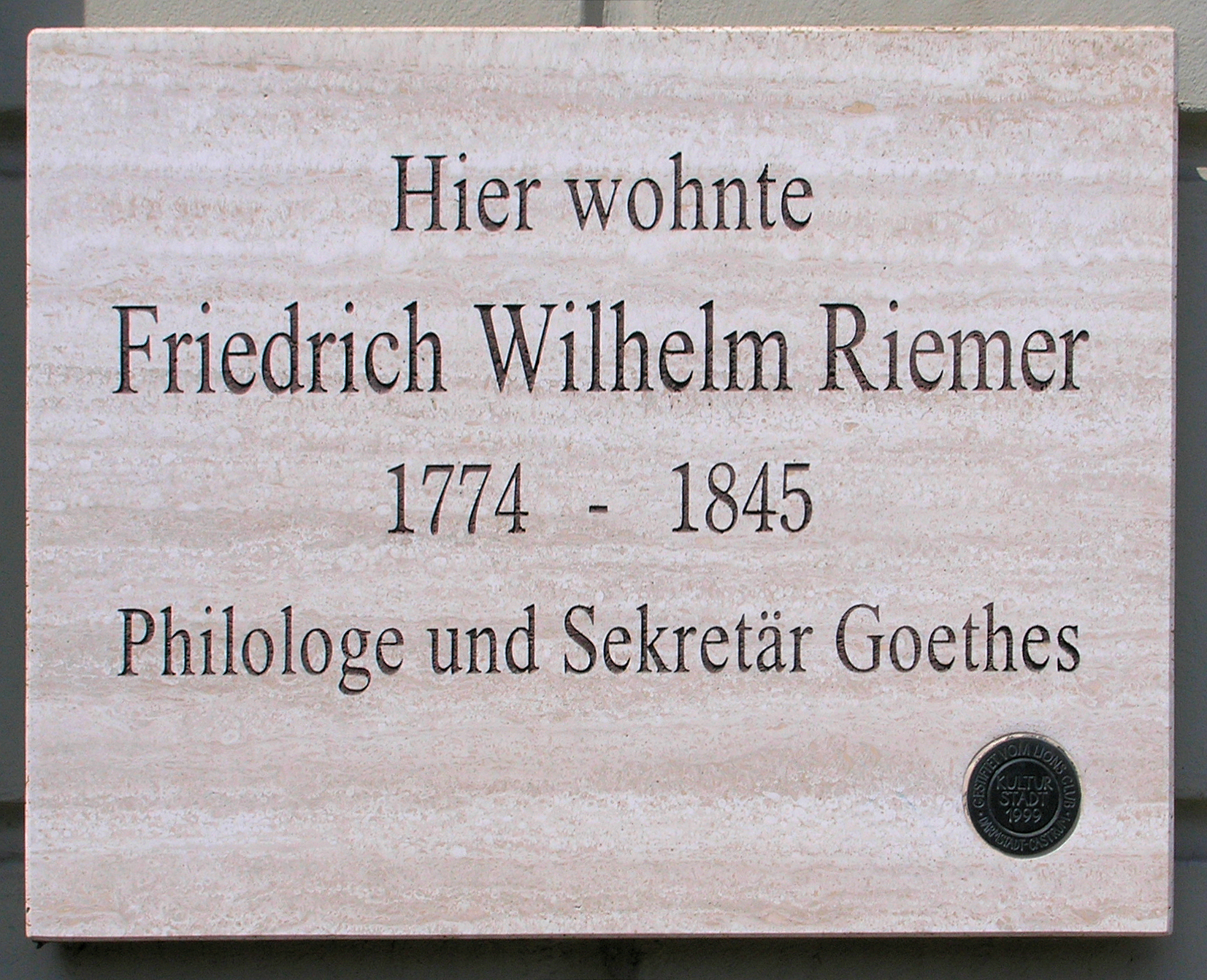

Friedrich Wilhelm Riemer, né le 19 avril 1774 à Glatz et mort le 19 décembre 1845 à Weimar, est un universitaire allemand et historien de la littérature. Il a travaillé dans les foyers de Wilhelm von Humboldt et Johann Wolfgang von Goethe.

## Biographie
Riemer est né en 1774 à Glatz. Il a étudié la théologie et la philologie à l'Université Martin-Luther de Halle-Wittenberg, a été un tuteur dans la famille de Wilhelm von Humboldt à partir de 1801 à 1803, puis pour une période de neuf années vivait avec Goethe en tant qu'assistant littéraire et tuteur de son fils. En 1812, il devint professeur au Weimar Gymnasium; de 1814 à 1820, il fut assistant bibliothécaire, et à partir de 1837 jusqu'à sa mort, il fut bibliothécaire-en-chef à Weimar,. Il est enterré dans le cimetière historique de Weimar (de).

## Œuvres
Riemer a publié peu de poésie, un lexique grec (1802-04), et Mitteilungen über Goethe (Notifications de Goethe, 1841). Il a édité la correspondance entre Goethe et Carl Friedrich Zelter (Briefwechsel zwischen Goethe und Zelter, 1833-34), et sa propre correspondance avec Goethe a été publié en deux volumes, Briefe von und un Goethe (1846) et dans Aus dem Goethehause (1892, édité par Franz Ferdinand Heitmüller),.